# تر آپل
تر آپل (به هلندی: Ter Apel) یک منطقهٔ مسکونی در هلند است که در وسترولد واقع شده‌است. تر آپل ۰٫۸۱۹۱ کیلومتر مربع مساحت و ۸٬۶۷۱ نفر جمعیت دارد.